# „Грами“ за цялостен принос
„Цялостен принос“ (на английски: Lifetime Achievement) е една от категориите на наградите „Грами“.
Тя се връчва от американската Звукозаписна академия на „изпълнители, които през своя живот имат творчески приноси с изключително художествено значение за областта на звукозаписа“.

## Наградени
| Година | Награден | Забележка |
| ------ | --- | --------- |
| 1963   | Бинг Крозби |           |
| 1965   | Франк Синатра |           |
| 1966   | Дюк Елингтън |           |
| 1967   | Ела Фицджералд |           |
| 1968   | Ървинг Бърлин |           |
| 1971   | Елвис Пресли |           |
| 1972   | Луис Армстронг, Махалия Джаксън |           |
| 1984   | Чък Бери, Чарли Паркър |           |
| 1985   | Ленард Бърнстейн |           |
| 1986   | Бени Гудман, „Ролинг Стоунс“, Андрес Сеговия |           |
| 1987   | Рой Акъф, Бени Картър, Енрико Карузо, Рей Чарлс, Фатс Домино, Уди Хърман, Били Холидей, Би Би Кинг, Исак Щерн, Игор Стравински, Артуро Тосканини, Ханк Уилямс |           |
| 1989   | Фред Астер, Пау Казалс, Дизи Гилеспи, Яша Хайфец, Лена Хорн, Леонтин Прайс, Беси Смит, Арт Тейтъм, Сара Вон                                                   |           |
| 1990   | Нат Кинг Кол, Майлс Дейвис, Владимир Хоровиц, Пол Маккартни                                                                                                   |           |
| 1991   | Мариан Андерсън, Боб Дилън, Джон Ленън, Кити Уелс |           |
| 1992   | Джеймс Браун, Джон Колтрейн, Джими Хендрикс, Мъди Уотърс |           |
| 1993   | Чет Аткинс, Литъл Ричард, Телониъс Монк, Бил Мънроу, Пит Сийгър, Фатс Уолър                                                                                   |           |
| 1994   | Бил Евънс, Арета Франклин, Артур Рубинщайн |           |
| 1995   | Патси Клайн, Пеги Лий, Хенри Манчини, Къртис Мейфийлд, Барбра Стрейзънд                                                                                       |           |
| 1996   | Дейв Брубек, Марвин Гей, Джордж Шолти, Стиви Уондър |           |
| 1997   | Боби Бланд, „Евърли Брадърс“, Джуди Гарланд, Стефан Грапели, Бъди Холи, Чарлз Мингъс, Оскар Питърсън, Франк Запа                                              |           |
| 1998   | Бо Дидли, „Милс Брадърс“, Рой Орбисън, Пол Робсън |           |
| 1999   | Джони Кеш, Сам Кук, Отис Рединг, Смоуки Робинсън, Мел Торме                                                                                                   |           |
| 2000   | Хари Белафонте, Уди Гътри, Джон Лий Хукър, Мич Милър, Уили Нелсън                                                                                             |           |
| 2001   | „Бийч Бойс“, Тони Бенет, Сами Дейвис, Боб Марли, „Ху“ |           |
| 2002   | Каунт Бейзи, Розмари Клуни, Пери Комо, Ал Грийн, Джони Мичъл                                                                                                  |           |
| 2003   | Ета Джеймс, Джони Матис, Глен Милър, Тито Пуенте, „Саймън и Гарфънкъл“                                                                                        |           |
| 2004   | Ван Клайбърн, „Фънк Брадърс“, Ела Дженкинс, Сони Ролинс, Арти Шоу, Док Уотсън                                                                                 |           |
| 2005   | Еди Арнълд, Арт Блейки, „Картър Фемили“, Мортън Гулд, Джанис Джоплин, „Лед Цепелин“, Джери Лий Люис, Джели Рол Мортън, Пайнтоп Пъркинс, „Степъл Сингърс“      |           |
| 2006   | Дейвид Боуи, „Крийм“, Мърл Хагард, Робърт Джонсън, Джеси Норман, Ричард Прайър, „Уивърс“                                                                      |           |
| 2007   | Джоан Байз, „Букър Ти и Ем Джис“, Мария Калас, Орнет Колман, „Дорс“, „Грейтфул Дед“, Боб Уилс                                                                 |           |
| 2008   | Бърт Бакарак, „Бенд“, Каб Калоуей, Дорис Дей, Ицхак Пърлман, Макс Роуч, Ърл Скръгс                                                                            |           |
| 2009   | Джийн Отри, „Блайнд Бойс ъф Алабама“, „Фоур Топс“, Ханк Джоунс, Бренда Лий, Дийн Мартин, Том Пакстън                                                          |           |
| 2010   | Ленард Коен, Боби Дарин, Дейвид Хънибой Едуардс, Майкъл Джаксън, Лорета Лин, Андре Превин, Кларк Тери                                                         |           |
| 2011   | Джули Андрюс, Рой Хейнс, Струнен квартет „Джулиард“, „Кингстън Трио“, Доли Партън, „Рамоунс“, Джордж Бевърли Ший                                              | [ 2 ]     |
| 2012   | „Олмън Брадърс Бенд“, Глен Кембъл, Антониу Карлус Жобим, Джордж Джоунс, „Мемфис Хорнс“, Даяна Рос, Джил Скот-Херън                                            |           |
| 2013   | Глен Гулд, Чарли Хейдън, Лайтнин Хопкинс, Керъл Кинг, Пати Пейдж, Рави Шанкар, „Темптейшънс“                                                                  | [ 3 ]     |
| 2014   | „Бийтълс“, Клифтън Шение, „Айсли Брадърс“, „Крафтверк“, Крис Кристофърсън, Армандо Мансанеро, Мод Пауъл                                                       | [ 4 ]     |
| 2015   | „Би Джийс“, Пиер Булез, Бъди Гай, Джордж Харисън, Флако Хименес, „Лувин Брадърс“, Уейн Шортър                                                                 | [ 5 ]     |
| 2016   | Рут Браун, Селия Крус, „Ърт, Уинд енд Файър“, Хърби Хенкок, „Джеферсън Еърплейн“, Линда Ронстад, „Рън Ди Ем Си“                                               | [ 6 ]     |
| 2017   | Шърли Сизър, Ахмад Джамал, Чарли Прайд, Джими Роджърс, Нина Симон, Слай Стоун, „Велвет Ъндърграунд“                                                           | [ 7 ]     |
| 2018   | Хал Блейн, Нийл Даймънд, Емилу Харис, Луи Джордан, „Митърс“, „Куийн“, Тина Търнър                                                                             | [ 8 ]     |
| 2019   | „Блек Сабат“, Джордж Клинтън и „Парламент-Фънкаделик“, Били Екстайн, Дони Хатауей, Хулио Иглесиас, „Сам енд Дейв“, Дион Уорик                                 | [ 9 ]     |
| 2020   | „Чикаго“, Робърта Флак, Айзък Хейс, Иги Поп, Джон Прайн, „Пъблик Енеми“, Розета Тарп                                                                          |           |
| 2021   | „Грандмастър Флаш енд дъ Фюриъс Файв“, Лайънъл Хамптън, Мерилин Хорн, „Салт-Ен-Пепа“, Селена, „Токинг Хедс“                                                   |           |
| 2022   | Бони Райт |           |
| 2023   | Боби Макферин, „Нирвана“, Ма Рейни, Слик Рик, Найл Роджърс, „Сюпримс“, Ан Уилсън, Нанси Уилсън                                                                |           |
| 2024   | Лори Андерсън, „Кларк Систърс“, Гладис Найт, N.W.A, Дона Съмър, Тами Уайнет                                                                                   |           |